# Miss Mondo 1998
Miss Mondo 1998, la quarantottesima edizione di Miss Mondo, si è tenuta il 26 novembre 1998, presso il Lake Berjaya Mahé Resort di Baie Lazare, alle Seychelles. Il concorso è stato presentato da Ronan Keating e Eden Harel, e trasmesso da Channel Five. Linor Abargil, rappresentante di Israele è stata incoronata Miss Mondo 1998.

## Risultati

### Piazzamenti
| Risultato       | Concorrente |
| --------------- | --- |
| Miss Mondo 1998 | - Israele - Linor Abargil |
| 2ª classificata | - Francia - Véronique Caloc |
| 3ª classificata | - Malaysia - Lina Teoh |
| Finaliste       | - Rep. Ceca - Alena Šeredová - Sudafrica - Kerishnie Naicker                                                                              |
| Semifinaliste   | - Brasile - Adrianna Reis - Cile - Daniella Campos - Giamaica - Christine Straw - Perù - Mariana Larrabure - Stati Uniti - Shauna Gambill |

### Regine continentali
| Risultato | Concorrente                     |
| --------- | ------------------------------- |
| Asia      | - Malaysia - Lina Teoh          |
| Europa    | - Israele - Linor Abargil       |
| Americhe  | - Cile - Daniella Campos        |
| Caraibi   | - Giamaica - Christine Straw    |
| Africa    | - Sudafrica - Kerishnie Naicker |

## Concorrenti
- Angola - Maria Manuela Cortez de Lemos João
- Argentina - Natalia Elisa González
- Aruba - Judelca Shahira Briceno
- Australia - Sarah-Jane Camille St. Clair
- Austria - Sabine Lindorfer
- Bahamas - LeTeasha Henrietta Ingraham
- Belgio - Tanja Dexters
- Bolivia - Bianca Bauer Añez
- Bosnia ed Erzegovina - Samra Tojaga
- Botswana - Earthen Pinkinyana Mbulawa
- Brasile - Adriana Luci de Souza Reis
- Bulgaria - Polina Petkova
- Canada - Leanne Baird
- Cile - Daniella Andrea Campos Lathrop
- Cina Taipei - Chen Yi-Ju
- Cipro - Chrysanthi Michael
- Colombia - Mónica Marcela Cuartas Jimenez
- Corea del Sud - Kim Kun-woo
- Costa Rica - María Luisa Ureña Salazar
- Croazia - Lejla Sehović
- Curaçao - Jeameane Veronica Colastica
- Ecuador - Vanessa Natania Graf Alvear
- Estonia - Ly Jürgenson
- Filippine - Rachel Muyot Soriano
- Finlandia - Maaret Saija Nousiainen
- Francia - Véronique Caloc
- Germania - Sandra Ahrabian
- Ghana - Efia Owusuaa Marfo
- Giamaica - Christine Renee Straw
- Giappone - Rie Mochizuki
- Gibilterra - Melanie Soiza
- Grecia - Katia Marie Margaritoglou
- Guatemala - Glenda Iracema Cifuentes Ruiz
- Hong Kong - Jessie Chiu Chui-Yi
- India - Annie Thomas
- Irlanda - Vivienne Doyle
- Isole Cayman - Gemma Marie McLaughlin
- Isole Vergini Americane - Wendy Sanchez
- Isole Vergini Britanniche - Virginia Olen Rubiane
- Israele - Linor Abargil
- Italia - Maria Concetta Travaglini
- Jugoslavia - Jelena Jakovljević
- Kazakistan - Anna Kirpota
- Libano - Clemence Achkar
- Liberia - Olivia Precious Cooper
- Lituania - Kristina Pakarnaite
- Malaysia - Lina Teoh Pick Lim
- Malta - Rebecca Camilleri
- Mauritius - Oona Sujaya Fulena
- Messico - Vilma Veronica Zamora Suñol
- Nepal - Jyoti Pradhan
- Nicaragua - Claudia Patricia Alaniz Hernandez
- Nigeria - Temitayo Osobu
- Norvegia - Henriette Dankersten
- Nuova Zelanda - Tanya Hayward
- Paesi Bassi - Nerena Ruinemans
- Panama - Lorena del Carmen Zagía Miro
- Paraguay - Perla Carolina Benítez Gonzales
- Perù - Mariana Larrabure de Orbegoso
- Polonia - Izabela Opęchowska
- Porto Rico - Antonia Alfonso Pagan
- Portogallo - Marcia Vasconcelos
- Regno Unito - Emmalene McLoughlin
- Rep. Ceca - Alena Šeredová
- Rep. Dominicana - Sharmin Arelis Díaz Costo
- Russia - Tatiana Makrouchina
- Seychelles - Alvina Antoinette Grand d'Court
- Singapore - Grace Chay
- Sint Maarten - Myrtille Charlotte Brookson
- Slovacchia - Karolina Cicatkova
- Slovenia - Mihaela (Miša) Novak
- Spagna - Rocio Jiménez Fernandéz
- Stati Uniti - Shauna Gene Gambill
- Sudafrica - Kerishnie Naicker
- Svezia - Jessica Magdalena Therése Almenäs
- Svizzera - Sonja Grandjean
- eSwatini - Cindy Stanckoczi
- Tanzania - Basila Kalubha Mwanukuzi
- Trinidad e Tobago - Jeanette Marie La Caillie
- Turchia - Buket Saygi
- Ucraina - Nataliya Nadtochey
- Ungheria - Eva Horvath
- Uruguay - Maria Desiree Fernández Mautone
- Venezuela - Veronica Schneider Rodriguez
- Zambia - Chisala Chibesa
- Zimbabwe - Annette Kambarami